# Horka (berg i Tjeckien, Mellersta Böhmen)
Horka är ett berg i Tjeckien.   Det ligger i regionen Mellersta Böhmen, i den centrala delen av landet, 30 km nordost om huvudstaden Prag. Toppen på Horka är 282 meter över havet.
Terrängen runt Horka är huvudsakligen platt. Runt Horka är det ganska tätbefolkat, med 78 invånare per kvadratkilometer. Närmaste större samhälle är Mladá Boleslav, 17,6 km nordost om Horka. Trakten runt Horka består till största delen av jordbruksmark.